# Partido Histórico
El Partido Histórico (1852-1876) fue un partido político portugués del siglo XIX que se opuso al cabralismo, movimiento cartista inspirado por António Bernardo da Costa Cabral. Este partido político resultó también de un fuerte movimiento de oposición contra las políticas de izquierda, antibritánicas y antiburguesas defendidas por el movimiento septembrista en una época en que solo los varones de las clases burguesas tenían derecho a participar en la política nacional portuguesa. Mucha gente se opuso y unió fuerzas en contra las políticas de Costa Cabral. Pero, una vez que fueron muchos, había también muchas divergencias sobre cómo hacer las reformas públicas. Dada la diferencia de los métodos recomendados, fue inevitable la separación de las fuerzas opositoras.
Después de un período inicial de apoyo al movimiento de la regeneración, la disolución de la Cámara de Representantes, en julio de 1852, provocó una escisión en el Partido Progresista en dos grupos distintos. Una facción reclamaba ser la continuación de ese partido. Sin embargo, durante los años siguientes, las adhesiones de numerosos elementos del partido cartista llevarían a la escisión entre el Partido Regenerador y el Partido Progresista (Histórico).
En 1854 un grupo de opositores políticos al conservador Partido Regenerador de Fontes Pereira de Melo y Rodrigo da Fonseca Magalhães, inspirado por Alexandre Herculano y Vicente Ferrer Neto Paiva, comenzó a organizarse, aunque no se constituyeron en un partido político formal. Invocaban el hecho de que históricamente eran opositores al cabralismo. De este grupo se separaron los reformistas, entre 1862 y 1876, incluyendo a Sá da Bandeira, Alves Martins y Saraiva de Carvalho. Por el pacto de la Granja, el Partido Histórico y el Partido Reformista volvieron a fusionarse en 1876, bajo el nombre de Partido Progresista.